# Vangaveeti
Vangaveeti es una película de acción biográfica en idioma indio Telugu realizada en 2016, escrita y dirigida por Ram Gopal Varma. La película está basada en la vida del político Vangaveeti Mohana Ranga, y su hermano mayor Vangaveeti Radha Krishna y su altercado con la  Vijayawada comunista de los años 1970-80 en Andhra Pradesh.
La película es protagonizada por Sandeep Kumar, Vamsi Nakkanti, Kautilya, Shritej, Vamsi Chaganti, y Naina Ganguly. 
El tráiler de la película fue lanzado el 2 de octubre de 2016 en Hyderabad, y la película el 23 de diciembre de 2016.

## Trama
Ambientada en la Vijayawada de los años 70, el hermano mayor de Vangaveeti Ranga, Vangaveeti Radha - también conocido como "Bustand Radha" (interpretado por Sandeep Kumar en un doble papel)- se asocia con Venkata Ratham (interpretado por Vamsi Nakkanti), secretario por Vijayawada del Partido Comunista de India.  Luego de unos años, los conflictos surgen entre Venkata Rathnam, y Vangaveeti Radha, debido a que ambos quieren controlar el negocio del transporte en Vijayawada, dominado por los seguidores de Venkata Rathnam.
En 1972, Venkata Rathnam es asesinado por Vangaveeti Radha y sus seguidores. Estos acontecimientos desencadenan en la represalia del grupo rival, y el asesinato de Vangaveeti Radha. Tras la muerte de Vangaveeti Radha, su hermano Mohana Ranga asume el liderazgo de la Organización Independiente Unida con el apoyo de los dirigentes de la unión estudiantil Devineni Gandhi (interpretado por Kautilya), y Devinei Nehru (interpretado por Shritej)
Sin embargo, asuntos de liderazgo y luchas de poder entre el poderoso Mohana Ranga, y la familia Devineni conducen al rompimiento de la Organización Independiente Unida. En represalia el socio de Mohana Ranga asesina a Devineni Gandhi en 1979. En este coyuntura, la carrera política de Mohana Ranga empieza en 1981; en las elecciones municipales, el Partido del Congreso Nacional indio retira su candidato oficial en favor de Ranga. Más tarde, su rival en el distrito, Nehru, es patrocinado por el Partido Telugu Desam (TDP), el cual estuvo dominado por la casta Kamma,  mientras Ranga se convierte en un dirigente de la comunidad Kapu que se encontraba oprimida. Ranga se convierte en un MLA (miembro de la asamblea legislativa) por el Partido del Congreso en 1985; Nehru se convierte en un TDP MLA, y finalmente en ministro.
A partir de 1983 ambos dirigentes se involucran en una guerra entre bandas alimentada por rivalidad de castas entre Kamma y Kapu; mientras N. T. Rama Rao (interpretado por actor desconocido) era en ese momento el primer  Ministro en Jefe de Andhra Pradesh de la casta Kamma En 1988, el hermano menor de Devineni Nehru, Devineni Murali (interpretado por Vamsi Chaganti) es asesinado por los socios de Mohana Ranga, en represalia por haber asesinado algunos de los socios Ranga. Posteriormente, un grupo de hombres liderados por rivales políticos en la región atacan el campamento de Mohana Ranga en la madrugada del 25 de diciembre de 1988 mientras estos se encontraban en huelga de hambre apoyando a agricultores.

## Reparto
- Sandeep en un doble papel como Vangaveeti Radha y Vangaveeti Ranga.
- Vamsi Nakkanti como Chalasani Venkata Ratnam.
- Kautilya como Devineni Gandhi.
- Sritej como Devineni Nehru.
- Vamsi Chaganti como Devineni Murali.
- Naina Ganguly como Ratna Kumari w/o Vangaveeti Ranga.
- Surya Chowdary como Gaja.
- Kalyan Krishna como miembro de radha pandilla.
- Swarnakanth como Ambati Subbarao.

## Banda sonora
La música fue compuesta por Ravi Shankar y lanzada por  Mango Music.